# The Mary Tyler Moore Show

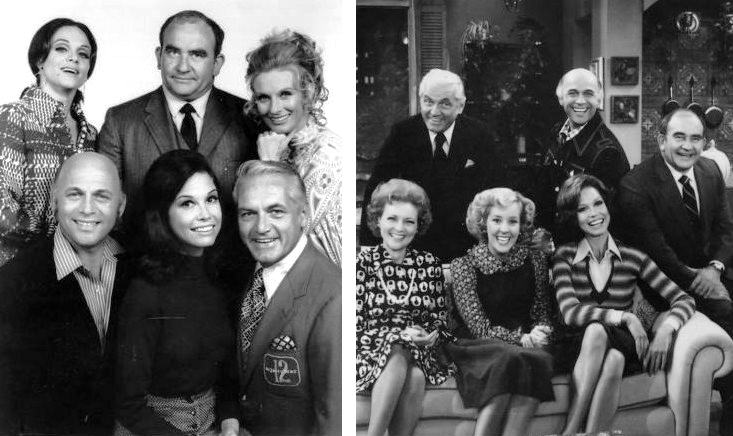
De cast in 1970 en 1977

The Mary Tyler Moore Show is een Amerikaanse sitcom van de zender CBS die liep van 19 september 1970 tot 19 maart 1977. Het was een baanbrekende serie, omdat het de eerste keer was dat de centrale figuur een carrièrevrouw was. In vroegere series met een vrouw in de hoofdrol vertolkten zij normaal altijd huisvrouwen.
Mary Tyler Moore, in de rol van Mary Richards, vertolkte een vrijgezel van in de dertig, niet getrouwd of gescheiden en ook niet op zoek naar een man. Sommige personages werden zo populair dat ze een eigen serie kregen: zo verlieten Valerie Harper en Cloris Leachman de reeks voor hun respectievelijke personage Rhoda en Phyllis. Edward Asner kreeg ook zijn eigen serie, Lou Grant, maar pas nadat The Mary Tyler Moore Show was gestopt. Dit werd ook een dramaserie, een van de weinige keren in de televisiegeschiedenis dat een spin-off van een comedyserie een dramaserie werd.
Toen Moore gevraagd werd voor de rol, was ze eerst onzeker, omdat ze dacht dat de rol zou moeten inboeten als ze vergeleken zou worden met haar personage Laura in The Dick Van Dyke Show, een van de populairste rollen in de tv-geschiedenis tot dan. Moore zou aanvankelijk een gescheiden vrouw spelen, maar omdat dit in 1970 nog steeds controversieel was, werd gekozen voor een verbroken verloving. Tijdens de eerste twee seizoenen droeg ze een lange pruik om haar haarstijl anders te hebben dan die van Laura.
Met 29 Emmy's waren ze lang recordhouder wat betreft het aantal beeldjes, tot Frasier ze voorbijstaken met maar liefst 37 overwinningen. Al had Frasier daar wel elf seizoenen voor nodig. Met zestien beeldjes voor acteerprestaties is de serie nog steeds recordhouder.

## Verhaal
Mary Richards verhuist naar Minneapolis, Minnesota nadat haar relatie van twee jaar afgebroken is. Ze solliciteert voor een baan op het secretariaat van tv-station WJM-tv maar deze vacature is al ingevuld. Tot haar verrassing wordt haar een andere baan aangeboden: medeproducent van het zesuurjournaal, wel minder betaald dan de baan die ze eerst voor ogen had.
Op het werk raakt ze bevriend met haar strenge baas Lou Grant, die ook een zachte kant heeft, de sympathieke nieuwsschrijver Murray Slaughter (Gavin MacLeod) en de niet al te slimme nieuwslezer Ted Baxter (Ted Knight). Andere personages zijn haar bovenbuur Rhoda Morgenstern, die haar beste vriendin wordt, huisbazin Phyllis Lindstrom en haar dochter Bess (Lisa Gerritsen). Latere personages zijn Sue Ann Nivens (Betty White), een nymfomane presentatrice van een kookprogramma, de lieve Georgette Franklin (Georgia Engel) en vriendin van Ted Baxter, en de Afro-Amerikaanse weerman Gordon Howard (John Amos)
De serie sneed op een komische manier belangrijke onderwerpen aan zoals liefde, dood, carrière en vriendschap. 

## Belang
The Mary Tyler Moore Show was een product van de tweede feministische golf. De show gaat over een single carrièrevrouw en werd uitgezonden in een periode waarin het ongewoon was om een vrouw in deze rol te zien. Tegelijk werd de serie door sommigen te mild bevonden om een echte impact te hebben, aangezien het progressieve verhaal traditionele normen en waarden bevat. Het personage Mary Richards sloeg wel een brug tussen vrouwelijkheid en modern feminisme, dat als radicale beweging gezien werd.

## Rolverdeling
Legenda
 = Hoofdrol
 = Bijrol
 = Gastrol
 = Geen rol
| Mary Tyler Moore | Mary Richards             | 24 | 24 | 24 | 24 | 24 | 24 | 24 | 168 |
| Ed Asner         | Lou Grant                 | 22 | 24 | 24 | 24 | 24 | 24 | 24 | 166 |
| Gavin MacLeod    | Murray Slaughter          | 24 | 24 | 24 | 24 | 24 | 24 | 24 | 168 |
| Ted Knight       | Ted Baxter                | 22 | 24 | 23 | 24 | 24 | 24 | 24 | 165 |
| Valerie Harper   | Rhoda Morgenstern         | 22 | 24 | 23 | 21 |    | 1  | 1  | 92  |
| Cloris Leachman  | Phyllis Lindstrom         | 12 | 12 | 4  | 3  | 3  |    | 1  | 35  |
| John Amos        | Gordy Howard              | 4  | 4  | 2  | 2  |    |    | 1  | 13  |
| Lisa Gerritsen   | Bess Lindstrom            | 2  | 4  | 1  |    | 3  |    |    | 10  |
| Georgia Engel    | Georgette Franklin Baxter |    |    | 4  | 9  | 16 | 13 | 15 | 57  |
| Betty White      | Sue Ann Nivens            |    |    |    | 5  | 13 | 15 | 12 | 45  |

- Ida Morgenstern - Nancy Walker (1970-73), Rhoda's moeder
- Martin Morgenstern - Harold Gould (1972-73), Rhoda's vader
- Marie Slaughter - Joyce Bulifant (1971-77), Murray's vrouw
- Dottie Richards - Nanette Fabray (1972), Mary's moeder
- Walter Richards - Bill Quinn (1972), Mary's vader
- Edie Grant - Priscilla Morrill (1973-75), Lous vrouw
- Andy Rivers - John Gabriel (1973-75)
- Flo Meredith - Eileen Heckart (1975-76), Mary's tante
- David Baxter - Robbie Rist (1976-77), geadopteerde zoon van de Baxters

## Prijzen
| Categorie                                               | Gewonnen in                        |
| ------------------------------------------------------- | ---------------------------------- |
| Beste komedieserie                                      | 1975, 1976, 1977                   |
| Beste actrice in een komedieserie                       | 1973, 1974, 1976                   |
| Beste mannelijke bijrol in een komedieserie             | 1971, 1972, 1973, 1975, 1976       |
| Beste vrouwelijke bijrol in een komedieserie            | 1971, 1972, 1973, 1974, 1975, 1976 |
| Beste vrouwelijke gastrol in een komedie- of dramaserie | 1975                               |
| Beste regie in een komedieserie                         | 1971, 1973                         |
| Beste script in een komedieserie                        | 1971, 1974, 1975, 1976, 1977       |
| Beste montage voor een aflevering van een komedieserie  | 1975, 1977                         |
| Actrice van het jaar                                    | 1974                               |
| Schrijver van het jaar                                  | 1974                               |